# Kanton Montivilliers
Der Kanton Montivilliers war bis 2015 ein französischer Wahlkreis im Arrondissement Le Havre, im Département Seine-Maritime und in der Region Haute-Normandie; sein Hauptort war Montivilliers, Vertreter im Generalrat des Départements war zuletzt von 1991 bis 2015 Daniel Fidelin (UMP). 
Der Kanton Montivilliers war 97,27 km² groß und hatte (2006) 34.552 Einwohner, was einer Bevölkerungsdichte von 355 Einwohnern pro km² entsprach. Er lag im Mittel auf 55 Meter über dem Meeresspiegel, zwischen 0 m in Cauville-sur-Mer und 118 m in Manéglise.

## Gemeinden
Der Kanton bestand aus elf Gemeinden:
| Gemeinde               | Einwohner Jahr | Fläche km² | Bevölkerungsdichte | Code INSEE | Postleitzahl |
| ---------------------- | -------------- | ---------- | ------------------ | ---------- | ------------ |
| Cauville-sur-Mer       | 1.465 (2013)   | 11,19      | 131 Einw./km²      | 76167      | 76930        |
| Épouville              | 2.795 (2013)   | 5,59       | 500 Einw./km²      | 76238      | 76133        |
| Fontaine-la-Mallet     | 2.656 (2013)   | 6,68       | 398 Einw./km²      | 76270      | 76290        |
| Fontenay               | 1.038 (2013)   | 5,61       | 185 Einw./km²      | 76275      | 76290        |
| Manéglise              | 1.244 (2013)   | 8,35       | 149 Einw./km²      | 76404      | 76133        |
| Mannevillette          | 801 (2013)     | 4,21       | 190 Einw./km²      | 76409      | 76290        |
| Montivilliers          | 16.198 (2013)  | 19,09      | 849 Einw./km²      | 76447      | 76290        |
| Notre-Dame-du-Bec      | 447 (2013)     | 3,99       | 112 Einw./km²      | 76477      | 76133        |
| Octeville-sur-Mer      | 5.797 (2013)   | 20,37      | 285 Einw./km²      | 76481      | 76930        |
| Rolleville             | 1.124 (2013)   | 7,06       | 159 Einw./km²      | 76534      | 76133        |
| Saint-Martin-du-Manoir | 1.539 (2013)   | 5,13       | 300 Einw./km²      | 76616      | 76290        |

## Bevölkerungsentwicklung
| 1962   | 1968   | 1975   | 1982   | 1990   | 1999   | 2006   | 2011   |
| ------ | ------ | ------ | ------ | ------ | ------ | ------ | ------ |
| 15.706 | 16.451 | 19.246 | 29.736 | 33.442 | 34.212 | 34.552 | 35.252 |